# Старороманово
Старороманово — село в Шацком районе Рязанской области в составе Каверинского сельского поселения.

## Географическое положение
Село Старороманово расположено на Окско-Донской равнине в 13 км к северо-востоку от города Шацка. Расстояние от села до районного центра Шацк по автодороге — 19 км.
К западу от села расположены небольшие лесные массивы (Лес Чернышевка и Лес острог); к югу протекает река Аза; к востоку находится балка Тростянка, по дну которой протекает временный водоток Студенка (приток Азы). Ближайшие населенные пункты — села Каверино, Большое Агишево, Новороманово и Тростяное.

## Происхождение названия
По мнению михайловских краеведов И. Журкина, Б. Катагощина название населенного пункта происходит от фамилии землевладельца Романова. Встречается и другое написание названия села. В «Административно-территориальном делении Рязанской области» за 1970 г. оно записано как Старо-Романово.

## История
Вплоть до начала XX в. поселение имело статус деревни. К 1911 г., по данным А. Е. Андриевского, деревня Старое Романово относилась к приходу Преображенской церкви села Колтырино, и в ней насчитывалось 65 крестьянских дворов, в которых проживало 288 душ мужского и 332 женского пола.

## Население
| 1989 | 2010 | 2012 |
| ---- | ---- | ---- |
| 70   | ↘11  | ↘10  |

## Транспорт
Основные грузо- и пассажироперевозки осуществляются автомобильным транспортом. Село расположено поблизости от автомобильной дороги регионального значения 61К-012 «Шацк — Касимов», на которую имеет выезд.